# 茨城県道199号小野土浦線

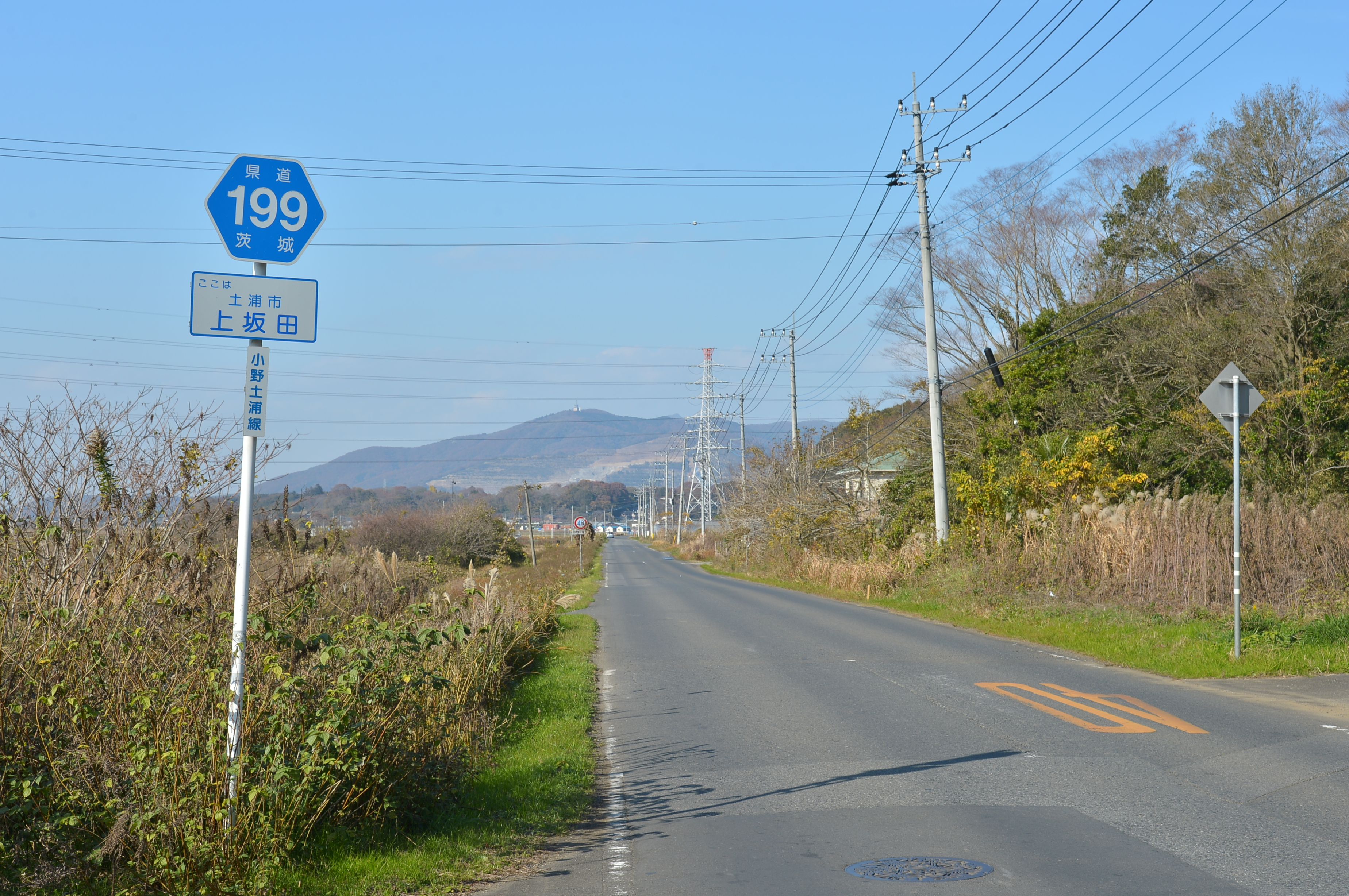
茨城県道199号小野土浦線
土浦市上坂田（2018年12月）

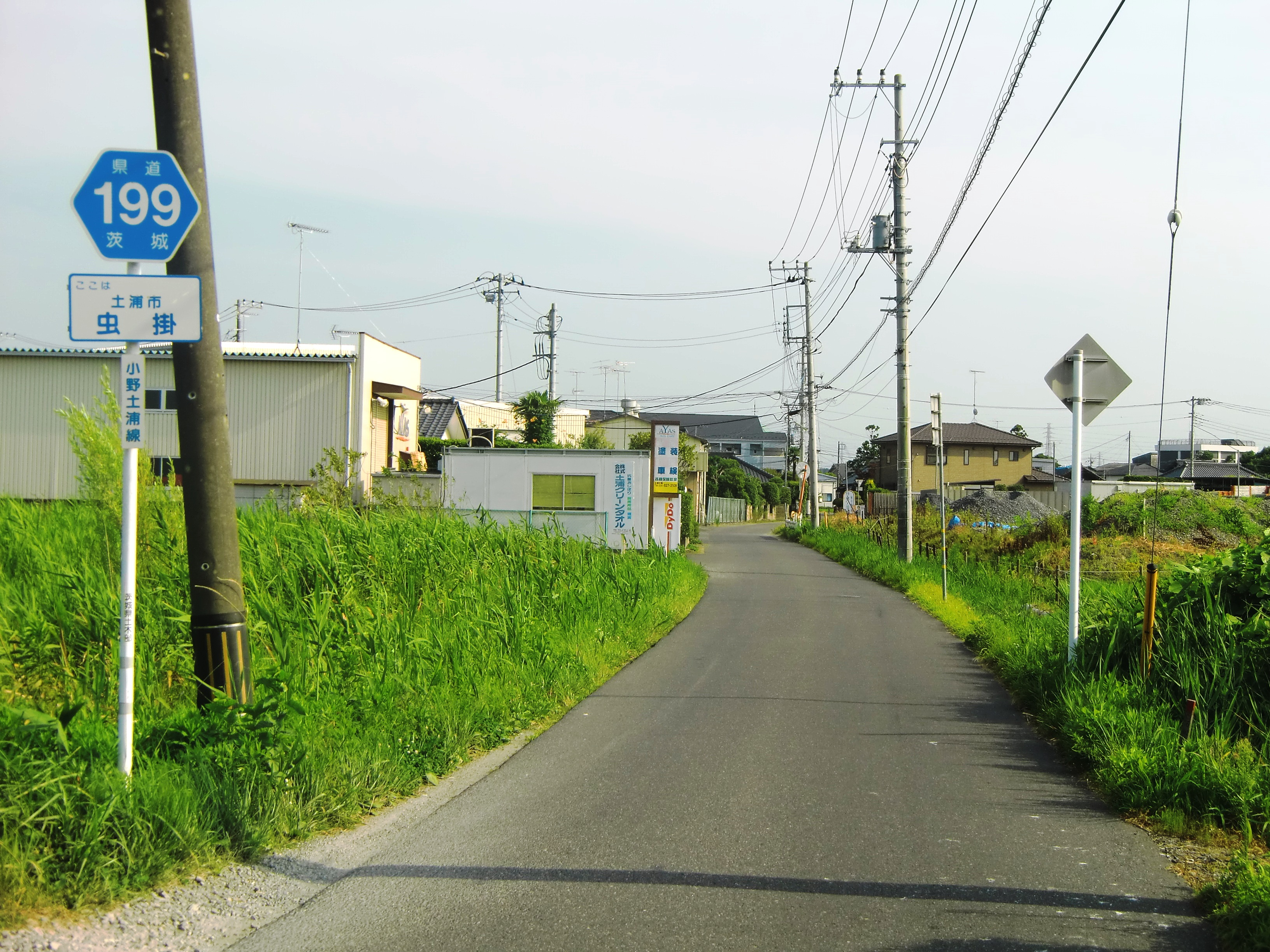
土浦市虫掛（2012年7月）

茨城県道199号小野土浦線（いばらきけんどう199ごう おのつちうらせん）は茨城県土浦市小野から土浦市田中を結ぶ県道である。
土浦市新治地区では、沿道に果樹園が集中しており、別名「フルーツライン」と呼ばれている。

## 概要
当路線は土浦市（旧・新治郡新治村）小野と土浦市市街地を結ぶ道路である。土浦市小野の清滝寺（清滝観音）前の参道から始まり、「フルーツライン」を南下して土浦市藤沢を経由し、土浦市田中に至る。中間の土浦市上坂田〜藤沢の区間は国道125号（旧道）との重複区間である。

### 路線データ
- 起点： 茨城県土浦市小野（清滝寺前）[1]
- 終点： 土浦市田中土浦市田中2丁目1674番1地先（茨城県道24号土浦境線交点）[2]
- 総延長：13.753 km[3]
- 重用延長：0.036 km[3]
- 未供用延長：なし[3]
- 実延長：13.717 km[3]
- 自動車交通不能区間延長[注釈 1]：なし[3]

## 歴史
1959年（昭和34年）10月14日、新たな県道として新治郡新治村大字小野を起点とし、土浦市を終点とする区間を本路線とする県道小野土浦線として茨城県が県道路線認定した。1995年（平成7年）に整理番号199となり現在に至る。

### 年表
- 1940年（昭和15年）11月18日：現在の路線の前身である小野土浦線が路線認定される。
- 1959年（昭和34年）10月14日
  - 現在の路線が路線認定される（図面対照番号208）[4]。
  - 道路の区域は、新治郡新治村大字小野から土浦市虫掛町の県道土浦大穂線（現在の土浦境線にあたる）交点までと決定された[1]。
- 1971年（昭和46年）
  - 10月4日：新治郡新治村大字大畑地内の狭隘な旧道（最小幅員4.0 m、延長1.9 km）から改良道路（国道125号重複およびフルーツラインの一部、4.182 km）にルート変更[5]。
  - 10月21日：新治郡新治村大字大志戸 - 新治郡新治村大字大畑の道路（フルーツラインの一部、1.98 km）を供用開始[6]。
- 1984年（昭和59年）3月19日：土浦市大字虫掛字東地内の新道の一部を供用開始[7]。
- 1995年（平成7年）3月30日：整理番号265から現在の番号（整理番号199）に変更される[8]。
- 2004年（平成16年）3月22日：新治郡新治村大字大畑 - 土浦市東中貫町の区間が、通行する車両の高さの最高限度4.1 mの道路に指定される[9]。
- 2008年（平成20年）9月16日：土浦市虫掛（現道分岐 - 主要地方道土浦境線旧道）の旧道（639 m）が指定解除され土浦市道へ降格。終点が現在位置に移る[2]。
- 2012年（平成24年）7月1日：市道の朝日トンネル工事に伴い[10]、土浦市大志戸の朝日トンネル南交差点を改良供用開始[11]。
- 2013年（平成25年）4月11日：土浦市下坂田地内におけるバイパス道の一部区間（延長993 m）の道路区域が決定する[12]。
- 2020年（令和2年）4月1日
  - 土浦市虫掛（国道6号土浦バイパス交点） - 同市田中2丁目（県道24号交点）を、通行する車両の総重量の最高限度25トンの道路に指定[13]。
  - 土浦市虫掛（国道6号土浦バイパス交点） - 同市田中2丁目（県道24号交点）を、通行する車両の高さの最高限度が4.1メートルの道路に指定[14]。

## 路線状況
基本的に対向2車線の県道であるが、土浦市藤沢から下坂田へ向かい、常磐自動車道の高架道下を潜り抜けるとすぐ右折し、蓮田地帯を通り虫掛方面へ向かう。この蓮田地帯を通る道路が、道路未改良の対向1車線の路肩軟弱な狭隘道路で、途中すれ違いのための待避所が所々設けられている。土浦市下坂田地内においては歩道が無く狭隘で、見通しの悪い箇所等もあることから、茨城県では下坂田地区のバイパス整備を進めている。
なお、新治地区のフルーツラインを北上すると筑波山地を貫く朝日トンネルで八郷方面へ向かうこととなるが、本県道のルートは、朝日トンネル手前の朝日トンネル南交差点で右折して対向1.5車線幅の道で山を登り、清滝寺前まで続く参道が県道に指定されている。
道路法の規定に基づき、以下の区間は緊急輸送道路として機能を維持するため、災害発生時の被害拡大防止を目的に道路用地内に新たに電柱を建てることが制限されている。
- 土浦市大志戸（土浦市道交差） - 土浦市大志戸（県道石岡つくば線交差：朝日トンネル南交差点）[16]
- 土浦市大志戸（朝日トンネル南交差点） - 同市大畑（国道125号交差）[17]
- 土浦市虫掛（国道6号交差） - 土浦市田中二丁目（土浦市道交差：土浦消防署西交差点）[16]

### 別名
- フルーツライン
土浦市から石岡市八郷地区を縦断して笠間市と結ぶ広域道路。沿道に、梨・栗・柿・ブドウなどの果樹農家や観光果樹園が特に集中する地域である。この道路のうち、土浦市大志戸の朝日トンネル南交差点付近から下坂田の国道125号（パープルライン入口交差点）までの約5km区間が、本県道路線に指定される。

## 地理
新治地区は果樹園や畑が広がる台地で、藤沢地区から虫掛地区は水田や蓮田の広がる低地になる。終点は、土浦市街の土浦高架橋（土浦ニューウェイ）のガード下の土浦学園線と交差する。

### 通過する自治体
- 茨城県
  - 土浦市

### 交差する道路
- 茨城県道53号つくば千代田線（土浦市大志戸 二本松交差点）
- 国道125号（土浦新治バイパス）（土浦市大畑）
- 国道125号（土浦市上坂田/下坂田 - 土浦市大幡）
- 国道6号（土浦バイパス）（土浦市虫掛）

### 沿線
- 清滝観音（土浦市小野）